# Deelnemers UEFA-toernooien Noord-Ierland
Onderstaande tabellen bevatten de deelnemers aan de UEFA-toernooien uit  Noord-Ierland.

## Mannen
NB Klikken op de clubnaam geeft een link naar het Wikipedia-artikel over het betreffende toernooi in het betreffende seizoen.
| Seizoen | Europacup I      | Europacup II                                     | Jaarbeursstedenbeker      |               |
| ------- | ---------------- | ------------------------------------------------ | ------------------------- | ------------- |
| 1957/58 | Glenavon         |                                                  |                           |               |
| 1958/59 | Ards             |                                                  |                           |               |
| 1959/60 | Linfield         |                                                  |                           |               |
| 1960/61 | Glenavon         |                                                  |                           |               |
| 1961/62 | Linfield         | Glenavon                                         |                           |               |
| 1962/63 | Linfield         | Portadown                                        | Glentoran                 |               |
| 1963/64 | Distillery       | Linfield                                         | Glentoran                 |               |
| 1964/65 | Glentoran        | Derry City                                       |                           |               |
| 1965/66 | Derry City       | Coleraine                                        | Glentoran                 |               |
| 1966/67 | Linfield         | Glentoran                                        |                           |               |
| 1967/68 | Glentoran        | Crusaders                                        | Linfield                  |               |
| 1968/69 | Glentoran        | Crusaders                                        | Linfield                  |               |
| 1969/70 | Linfield         | Ards                                             | Glentoran Coleraine       |               |
| 1970/71 | Glentoran        | Linfield                                         | Coleraine                 |               |
| Seizoen | Europacup I      | Europacup II                                     | UEFA Cup                  |               |
| 1971/72 | Linfield         | Distillery                                       | Glentoran                 |               |
| 1972/73 |                  |                                                  |                           |               |
| 1973/74 | Crusaders        | Glentoran                                        | Ards                      |               |
| 1974/75 | Coleraine        | Ards                                             | Portadown                 |               |
| 1975/76 | Linfield         | Coleraine                                        | Glentoran                 |               |
| 1976/77 | Crusaders        | Carrick Rangers                                  | Glentoran                 |               |
| 1977/78 | Glentoran        | Coleraine                                        | Glenavon                  |               |
| 198/79  | Linfield         | Ballymena United                                 | Glentoran                 |               |
| 1979/80 | Linfield         | Cliftonville                                     | Glenavon                  |               |
| 1980/81 | Linfield         | Crusaders                                        | Ballymena United          |               |
| 1981/82 | Glentoran        | Ballymena United                                 | Linfield                  |               |
| 1982/83 | Linfield         | Coleraine                                        | Glentoran                 |               |
| 1983/84 | Linfield         | Glentoran                                        | Coleraine                 |               |
| 1984/85 | Linfield         | Ballymena United                                 | Glentoran                 |               |
| 1985/86 | Linfield         | Glentoran                                        | Coleraine                 |               |
| 1986/87 | Linfield         | Glentoran                                        | Coleraine                 |               |
| 1987/88 | Linfield         | Glentoran                                        | Coleraine                 |               |
| 1988/89 | Glentoran        | Glenavon                                         | Linfield                  |               |
| 1989/90 | Linfield         | Ballymena United                                 | Glentoran                 |               |
| 1990/91 | Portadown        | Glentoran                                        | Glenavon                  |               |
| 1991/92 | Portadown        | Glenavon                                         | Bangor                    |               |
| Seizoen | Champions League | Europacup II                                     | UEFA Cup                  | Intertoto Cup |
| 1992/93 | Glentoran        | Glenavon                                         | Portadown                 |               |
| 1993/94 | Linfield         | Bangor                                           | Crusaders                 |               |
| 1994/95 |                  | Bangor                                           | Linfield Portadown        |               |
| 1995/96 |                  | Linfield                                         | Crusaders Glenavon        |               |
| 1996/97 |                  | Glentoran                                        | Crusaders Portadown       | Cliftonville  |
| 1997/98 | Crusaders        | Glenavon                                         | Coleraine                 | Ards          |
| 1998/99 | Cliftonville     | Glentoran                                        | Linfield                  | Omagh Town    |
| Seizoen | Champions League | UEFA Cup                                         | Intertoto Cup             |               |
| 1999/00 | Glentoran        | Linfield Portadown                               | Newry Town                |               |
| 2000/01 | Linfield         | Coleraine Glentoran                              | Glenavon                  |               |
| 2001/02 | Linfield         | Glenavon Glentoran                               | Cliftonville              |               |
| 2002/03 | Portadown        | Glentoran Linfield                               | Coleraine                 |               |
| 2003/04 | Glentoran        | Coleraine Portadown                              | Omagh Town                |               |
| 2004/05 | Linfield         | Glentoran Portadown                              | Ballymena United          |               |
| 2005/06 | Glentoran        | Linfield Portadown                               | Lisburn Distillery        |               |
| 2006/07 | Linfield         | Glentoran Portadown                              | Dungannon Swifts          |               |
| 2007/08 | Linfield         | Dungannon Swifts Glentoran                       | Cliftonville              |               |
| 2008/09 | Linfield         | Cliftonville Glentoran                           | Lisburn Distillery        |               |
| Seizoen | Champions League | Europa League                                    |                           |               |
| 2009/10 | Glentoran        | Crusaders Lisburn Distillery Linfield            |                           |               |
| 2010/11 | Linfield         | Cliftonville Glentoran Portadown                 |                           |               |
| 2011/12 | Linfield         | Cliftonville Crusaders Glentoran                 |                           |               |
| 2012/13 | Linfield         | Cliftonville Crusaders Portadown                 |                           |               |
| 2013/14 | Cliftonville     | Crusaders Glentoran Linfield                     |                           |               |
| 2014/15 | Cliftonville     | Crusaders Glenavon Linfield                      |                           |               |
| 2015/16 | Crusaders        | Glenavon Glentoran Linfield                      |                           |               |
| 2016/17 | Crusaders        | Cliftonville Glenavon Linfield                   |                           |               |
| 2017/18 | Linfield         | Ballymena United Coleraine Crusaders             |                           |               |
| 2018/19 | Crusaders ->     | Crusaders Cliftonville Coleraine Glenavon        |                           |               |
| 2019/20 | Linfield ->      | Linfield Ballymena United Cliftonville Crusaders |                           |               |
| 2020/21 | Linfield ->      | Linfield Coleraine Glentoran                     |                           |               |
| Seizoen | Champions League | Europa League                                    | Europa Conference League  |               |
| 2021/22 | Linfield         | 0                                                | Coleraine Glentoran Larne |               |

### Deelnames
Aantal seizoenen
| 48x Linfield FC 45x Glentoran FC 19x Coleraine FC 19x Crusaders FC 17x Glenavon FC 15x Portadown FC 14x Cliftonville FC | 08x Ballymena United 05x Ards FC 05x Lisburn Distillery FC (inclusief Distillery FC, 2x) 03x Bangor FC 02x Derry City FC (exclusief deelnames Ierland, 15x) 02x Dungannon Swifts 02x Omagh Town 01x Carrick Rangers 01x Larne FC 01x Newry City AFC |

## Vrouwen
NB Klikken op de clubnaam geeft een link naar het Wikipedia-artikel over het betreffende toernooi in het betreffende seizoen.
| Seizoen | Women's Cup           |
| ------- | --------------------- |
| 2002/03 | Lisburn Distillery    |
| 2003/04 | Newtownabbey Strikers |
| 2004/05 | Newtownabbey Strikers |
| 2005/06 | Glentoran             |
| 2006/07 | Newtownabbey Strikers |
| 2007/08 | Glentoran             |
| 2008/09 | Glentoran             |
| Seizoen | Champions League      |
| 2009/10 | Glentoran             |
| 2010/11 | Newtownabbey Strikers |
| 2011/12 | Newtownabbey Strikers |
| 2012/13 | Glentoran             |
| 2013/14 | Newtownabbey Strikers |
| 2014/15 | Glentoran             |
| 2015/16 | Glentoran             |
| 2016/17 | Newry City            |
| 2017/18 | Linfield              |
| 2018/19 | Linfield              |
| 2019/20 | Linfield              |
| 2020/21 | Linfield              |
| 2021/22 | Glentoran             |

### Deelnames
08x Glentoran FC
06x Newtownabbey Strikers
04x Linfield FC
01x Lisburn Distillery FC
01x Newry City AFC
Albanië ·
Andorra ·
Armenië ·
Azerbeidzjan ·
België ·
Bosnië en Herzegovina ·
Bulgarije ·
Cyprus ·
Denemarken ·
Duitsland ·
Engeland ·
Estland ·
Faeröer ·
Finland ·
Frankrijk ·
Georgië ·
Gibraltar ·
Griekenland ·
Hongarije ·
Ierland ·
IJsland ·
Israël ·
Italië ·
Kazachstan ·
Kroatië ·
Kosovo ·
Letland ·
Liechtenstein ·
Litouwen ·
Luxemburg ·
Malta ·
Moldavië ·
Montenegro ·
Nederland ·
Noord-Ierland ·
Noord-Macedonië ·
Noorwegen ·
Oekraïne ·
Oostenrijk ·
Polen ·
Portugal ·
Roemenië ·
Rusland ·
San Marino ·
Schotland ·
Servië ·
Slovenië ·
Slowakije ·
Spanje ·
Tsjechië ·
Turkije ·
Wales ·
Wit-Rusland ·
Zweden ·
Zwitserland

Historie:
DDR ·
Joegoslavië ·
Saarland ·
Sovjet-Unie ·
Tsjecho-Slowakije